# Grand Prix du 1er mai - Prix d'honneur Vic De Bruyne 2013
La 86e édition du Grand Prix du 1er mai - Prix d'honneur Vic De Bruyne se déroulera le 1er mai 2013. 
L'épreuve fait partie de l'UCI Europe Tour 2013, en catégorie 1.2. Il est par conséquent ouvert aux équipes continentales professionnelles belges, aux équipes continentales, à des équipes nationales et à des équipes régionales ou de clubs. Les UCI ProTeams (première division) ne peuvent pas participer.

## Présentation

### Équipes
| Nom de l'équipe                | Pays       | Code |
| ------------------------------ | ---------- | ---- |
| 3M                             | Belgique   | MMM  |
| Colba-Supernao Ham             | Belgique   | CMD  |
| De Rijke-Shanks                | Pays-Bas   | RIJ  |
| Differdange-Losch              | Luxembourg | CCD  |
| Metec-TKH Continental          | Belgique   | MET  |
| T.Palm-Pôle Continental Wallon | Belgique   | PCW  |
| Wallonie-Bruxelles             | Belgique   | WBC  |

| Nom de l'équipe                  | Pays     | Code |
| -------------------------------- | -------- | ---- |
| Bianchi-Lotto-Nieuwe Hoop Tielen | Belgique | BLN  |
| Bike Aid                         | Belgique | BAC  |
| Bofrost Prorace CT               | Belgique | BFP  |
| Cibel Alipast                    | Belgique | CAP  |
| Hemksemille Bikes                | Belgique | HIB  |
| Kon Edegembc                     | Belgique | KEB  |
| Kon Rupelspurters Boom           | Belgique | KRB  |
| Lotto-Belisol U23                | Belgique | LTU  |
| Ovyta-Eijssen-Acrog              | Belgique | OVY  |
| Rabobank Continental             | Pays-Bas | PHV  |
| Rock Werchter                    | Belgique | RKW  |
| Royal Antwerp Bicycle Club       | Belgique | RAB  |
| RVC Ottigines                    | Belgique | OTT  |
| Soenens Construktglas            | Belgique | SCG  |
| Steeds Vooran Kontich            | Belgique | SVK  |
| Wolrdofbike                      | Belgique | WOF  |
| WAC Hoboken                      | Belgique | WTH  |
| Wielerteam Waasland              | Pays-Bas | WTW  |
| Zwc-Dts                          | Belgique | ZWC  |

## Classement final
|    | Coureur           | Équipe                         |    | Temps           |
| -- | ----------------- | ------------------------------ | -- | --------------- |
| 1  | Coen Vermeltfoort | De Rijke-Shanks                | en | 3 h 46 min 00 s |
| 2  | Mats Boeve        | De Rijke-Shanks                | +  | m.t             |
| 3  | Yoeri Havik       | De Rijke-Shanks                |    | m.t             |
| 4  | Andrew Ydens      | T.Palm-Pôle Continental Wallon |    | m.t             |
| 5  | Laurent Donnay    | RVC Ottigines                  |    | m.t             |
| 6  | Wouter Wippert    | 3M                             |    | m.t             |
| 7  | Jelle Mannaerts   | Rock Werchter                  |    | m.t             |
| 8  | Myron Simpson     | Differdange-Losch              |    | m.t             |
| 9  | Robin Stenuit     | RVC Ottigines                  |    | m.t             |
| 10 | Kenneth Van Rooy  | Lotto-Belisol U23              |    | m.t             |